# Torah Bright
Torah Jane Bright (ur. 27 grudnia 1986 w Cooma) – australijska snowboardzistka, dwukrotna medalistka olimpijska, brązowa medalistka mistrzostw świata.

## Kariera
Po raz pierwszy na arenie międzynarodowej pojawiła się 22 marca 2001 roku w miejscowości Sappada, gdzie w mistrzostwach Włoch zajęła drugie miejsce w halfpipe'ie. Nigdy nie wystąpiła na mistrzostwach świata juniorów.
W zawodach Pucharu Świata zadebiutowała 13 września 2003 roku w Valle Nevado, zajmując czwarte miejsce w halfpipe’ie. Tym samym już w swoim debiucie wywalczyła pierwsze pucharowe punkty. Pierwszy raz na podium zawodów tego cyklu stanęła 13 grudnia 2003 roku w Whistler, kończąc rywalizację w tej samej konkurencji na drugiej pozycji. W zawodach tych rozdzieliła Manuelę Pesko ze Szwajcarii i Kanadyjkę Mercedes Nicoll. Najlepszy wynik zanotowała w sezonie 2003/2004, kiedy to zajęła drugie miejsce w klasyfikacji halfpipe’a. Ponadto w sezonie 2012/2013, kiedy to zajęła siódme miejsce w klasyfikacji generalnej AFU i w klasyfikacji halfpipe’a.
W 2006 roku wystartowała na igrzyskach olimpijskich w Turynie, zajmując piąte miejsce w halfpipe’ie. Na rozgrywanych cztery lata później igrzyskach w Vancouver została mistrzynią olimpijską w tej samej konkurencji, wyprzedzając dwie reprezentantki USA: Hannah Teter i Kelly Clark. Medal zdobyła też podczas igrzysk w Soczi w 2014 roku, gdzie zajęła drugą pozycję. Na podium rozdzieliła Kaitlyn Farrington z USA (wyprzedziła ją o zaledwie 0,25 punktu) i Kelly Clark. Na tych samych igrzyskach wystartowała też w slopestyle'u i snowcrossie, zajmując odpowiednio siódme i osiemnaste miejsce. Tym samym została pierwszą w historii snowboardzistką, która na igrzyskach wystartowała w trzech konkurencjach. W 2013 roku podczas mistrzostw świata w Stoneham zdobyła brązowy medal w slopestyle'u. Lepsze okazały się jedynie Kanadyjka Spencer O’Brien i Sina Candrian ze Szwajcarii. Była też między innymi szósta w halfpipe’ie na mistrzostwach świata w Kreischbergu w 2015 roku. Jest też wielokrotną medalistką X-Games w konkurencji superpipe, w tym złotą (2007 i 2009).

## Osiągnięcia

### Igrzyska olimpijskie
| Miejsce | Dzień     | Rok  | Miejscowość | Konkurencja    | Zwyciężczyni       |
| ------- | --------- | ---- | ----------- | -------------- | ------------------ |
| 5.      | 13 lutego | 2006 | Turyn       | Half-pipe      | Hannah Teter       |
| 1.      | 18 lutego | 2010 | Vancouver   | Halfpipe       | -                  |
| 7.      | 9 lutego  | 2014 | Soczi       | Slopestyle     | Jamie Anderson     |
| 2.      | 12 lutego | 2014 | Soczi       | Halfpipe       | Kaitlyn Farrington |
| 18.     | 16 lutego | 2014 | Soczi       | Snowboardcross | Eva Samková        |

### Mistrzostwa świata
| Miejsce | Dzień       | Rok  | Miejscowość | Konkurencja | Zwyciężczyni    |
| ------- | ----------- | ---- | ----------- | ----------- | --------------- |
| 30.     | 22 stycznia | 2005 | Whistler    | Half-pipe   | Doriane Vidal   |
| 3.      | 18 stycznia | 2013 | Stoneham    | Slopestyle  | Spencer O’Brien |
| 6.      | 17 stycznia | 2015 | Kreischberg | Halfpipe    | Cai Xuetong     |

### Puchar Świata

#### Miejsca w klasyfikacji generalnej
- sezon 2003/2004: -
- sezon 2004/2005: -
- sezon 2008/2009: 76.
- sezon 2009/2010: 56.
  - AFU[2]
- sezon 2012/2013: 7.
- sezon 2013/2014: 49.

#### Zwycięstwa w zawodach
1. Bardonecchia – 12 marca 2004 (half-pipe)
2. Saas-Fee – 5 listopada 2009 (half-pipe)
3. Copper Mountain – 12 stycznia 2013 (half-pipe)

#### Pozostałe miejsca na podium w zawodach
1. Whistler – 13 grudnia 2003 (half-pipe) - 2. miejsce
2. Sapporo – 22 lutego 2004 (half-pipe) - 3. miejsce
3. Jōetsu – 28 lutego 2004 (half-pipe) - 2. miejsce
4. Bardonecchia – 10 lutego 2005 (half-pipe) - 3. miejsce
5. Bardonecchia – 11 lutego 2005 (half-pipe) - 3. miejsce